# Radikal 174
Radikal 174 mit der Bedeutung „blaugrün“ ist eines von 9  der 214 traditionellen Radikale der chinesischen Schrift, die mit acht Strichen geschrieben werden.
Mit 6 Zeichenverbindungen in Mathews’ Chinese-English Dictionary gibt es sehr wenige Schriftzeichen, die unter diesem Radikal im Lexikon zu finden sind.
Das Radikal blaugrün nimmt nur in der Langzeichen-Liste traditioneller Radikale, die aus 214 Radikalen besteht, die 174. Position ein. In modernen Kurzzeichen-Wörterbüchern kann es sich an ganz anderer Stelle finden. 
Das Siegelschriftzeichen offenbart als untere Komponente 丹 (= rot) und nicht 月 (= Monat bzw. ⺼/肉 = Fleisch). Oben findet sich die Komponente 生, die hier als Lautträger fungiert.
Grün, blau, schwarz (und alle mit dem ursprünglichen Sinnträger rot): 青草 (= grünes Gras), 青天 (= blauer Himmel), 青布 (= schwarzer Stoff).
Im zusammengesetzten Zeichen wird die Variante 青 verwendet, sie spielt häufig die Rolle des Lautträgers:
- 清 (= klar, sauber),
- 鲭 (= Makrele),
- 晴 (= heiter),
- 情 (= Gefühl),
- 氰 (= Zyan),
- 请 (= bitten),
- 静 (= ruhig),
- 倩 (= hübsch).

In 靛 (= Indigo) steht 青 als Sinnträger für blau, die rechte Komponente 定 ist in diesem Fall Lautträger.
Im Altchinesischen steht qīng 靑 als Oberbegriff für grün, blau, (dunkel-)violett bzw. schwarz. Nach der lokalen Auffassung der damaligen Chinesen war die Farbe des Wassers also eher dunkel bzw. „schwarz“, kein lichtes Blau oder Grün.
Der See, nach dem die chines. Provinz Qinghai benannt ist, heißt Qinghaihu (chinesisch 青海湖, Pinyin Qīnghǎihú – „das grüne/blaue Meer“), wobei 靑 für die eher dunkle Farbe steht.
Auch zusammengesetzte Bezeichnungen sind im Gebrauch, so z. B. der Begriff xuánqīng (玄青 = dunkel-青) für „tiefschwarz“. (Siehe auch den Artikel Grün und blau in verschiedenen Sprachen)

## Schriftzeichenverbindungen, die vom Radikal 174 regiert werden
| Striche | Zeichen  |
| ------- | -------- |
| +0      | 靑 青    |
| +04     | 靓 靔    |
| +05     | 靕 靖 靖 |
| +06     | 靗 靘 静 |
| +07     | 靚       |
| +08     | 靛 靜    |
| +10     | 靝       |

 Im Unicodeblock Kangxi-Radikale ist das Radikal 174 unter der Codepointnummer 12.205 (U+2FAD) codiert.